# Astacopsis gouldi
Az Astacopsis gouldi a felsőbbrendű rákok (Malacostraca) osztályának a tízlábú rákok (Decapoda) rendjébe, ezen belül a Parastacidae családjába tartozó faj.

## Neve
A tudományos fajnevét, azaz a gouldi-t, John Gould angol természettudósról kapta.

## Előfordulása
Az Astacopsis gouldi Tasmania endemikus rákfaja. Ez az állat kizárólag Tasmania északra folyó, azaz a Bass-szorosba ömlő folyóban található meg. Csak tengerszint fölötti 400 méteres magasságig, tiszta vizekben található meg.
A Természetvédelmi Világszövetség (IUCN) szerint veszélyeztetett fajnak számít, mivel súlyosan érinti az élőhelyeinek az elvesztése, a vízszennyezés és a túlhalászása, továbbá az is, hogy folyókból, patakokból kiveszik a beléjük dőlt fákat és ágakat - az még nem ismert, hogy a rák e faanyagokkal, vagy a belőlük táplálkozó baktériumokkal, algákkal és gerinctelenekkel táplálkozik-e. 1995-ben, Ausztrália sebezhető fajnak nyilvánította és betiltotta a befogását. A begyűjtéséhez engedély szükséges; aki nem tartja be a tilalmat 10 ezer ausztrál dolláros büntetésben részesül.

## Megjelenése
Ez a rákfaj a világ legnagyobb édesvízi ízeltlábúja. Korábban a legnagyobb példányok 80 centiméteresek és 5 kilogrammosak voltak, azonban manapság a 2 kilogrammos példányok is ritkák. Az élő állat kékes-zöldes árnyalatú.

## Életmódja
Az árnyékos és lassú folyású folyók és patakok lakója. A magas oxigénszintű szakaszokat kedveli. A vízhőmérséklet legfeljebb 18 Celsius-fokos kell, hogy legyen. Azokat a helyeket választja élőhelyül ahol természetes mélyedések és vízbe dőlt fák vannak. Tápláléka elbomló faanyag és kisebb gerinctelen állat, néha döghús is. A hím területvédő; a területén néhány nőstényből háremet tart.
Legfőbb természetes ellenségei a kacsacsőrű emlős (Ornithorhynchus anatinus), a sárgahasú úszópatkány (Hydromys chrysogaster) és a Gadopsis marmoratus nevű sügéralkatú. A fiatalokra az idősebb példányok is vadászhatnak.
Hosszú életű ízeltlábú, amely 40 évig is élhet.

## Szaporodása
Az ivarérettséget a nőstény 9, míg a hím 14 évesen éri el. A nőstény csak kétévente szaporodik egyszer. A párzási időszak ősszel van. A peték az anyjuk úszólábai közé tapadnak, egészen a következő nyárig, amikor kikelnek belőlük a 6 milliméteres lárvák. Egyrészt ez a hosszú gondoskodás jól jön, mivel a kifejlett példánynak alig van ellensége, másrészt, ha az anyaállatot begyűjti az ember, nemcsak azt a példányt, hanem egy nemzedéket pusztít el.

## Fordítás
- Ez a szócikk részben vagy egészben  a   Tasmanian giant freshwater crayfish című angol Wikipédia-szócikk ezen változatának fordításán alapul.  Az eredeti cikk szerkesztőit annak laptörténete sorolja fel. Ez a jelzés csupán a megfogalmazás eredetét és a szerzői jogokat jelzi, nem szolgál a cikkben szereplő információk forrásmegjelöléseként.